# Renesansa (Francuska)
Renesansa (RE) francuska je liberalna politička stranka centra. Stranka je osnovana u travnju 2016. pod imenom En Marche !, a kasnije je preimenovana u La République En Marche ! (»Republika na potezu«) prije promjene na trenutačni naziv u rujnu 2022. godine. Osnivač stranke je Emmanuel Macron. Stranka je članica Saveza liberala i demokrata za Europu.

## Povijest
Stranka je osnovana 6. travnja 2016. pod Emmanuelom Macronom, kada je još bio ministar gospodarstva, industrije i digitalnog sektora, a prije nego je postao predsjednikom Francuske 2017. sa 66,1 % podrške u drugome krugu. Stranka je ušla u izbore 2017. s disidentima iz Socijalističke stranke i Republikanaca te ostalih stranaka osvojivši apsolutnu većinu u Narodnoj skupštini. Iako je stranka izgubila parlamentarnu većinu 2022. godine, Macron je ponovno izabran na predsjedničku dužnost.
Macron je stranku opisao kao progresivni pokret, ujedinjujući i ljevicu i desnicu. Stranka se zalaže za snažno proeuropejstvo.